# Manu Fullola
Manuel Fullola de Hériz (Barcellona, 27 novembre 1978) è un attore spagnolo.

## Biografia
Ha iniziato a lavorare nel mondo del cinema da più di 20 anni, recitando in alcuni film tra cui Natale sul Nilo del 2002.

## Filmografia parziale
- Natale sul Nilo, regia di Neri Parenti (2002)
- The Nun (La Monja), regia di Luis de la Madrid (2005)
- Cheetah Girls 2, regia di Kenny Ortega - film TV (2006)
- Risorto (Risen), regia di Kevin Reynolds (2016)
- La barriera (La valla) - serie TV (2020)

## Doppiatori italiani
Nelle versioni in italiano nelle opere in cui ha recitato, Manu Fullola è stato doppiato da:
- Christian Iansante in Natale sul Nilo
- Patrizio Prata in The Nun
- Stefano Thermes in La barriera